# Östmarks landskommun
Östmarks landskommun var en tidigare kommun i Värmlands län.

## Administrativ historik
Kommunen inrättades i Östmarks socken i Fryksdals härad i Värmland när 1862 års kommunalförordningar trädde i kraft 1863.
Den 1 januari 1948 (enligt beslut den 7 februari 1947) överfördes till Östmarks landskommun och församling från Fryksände landskommun och församling de obebodda områdena Holmängen samt Kläggstranden med Boseberg omfattande en areal av 17,16 km², varav 15,83 km² land.
Kommunen påverkades inte av den riksomfattande kommunreformen 1952 utan kvarstod som egen kommun fram till 1 januari 1971, då området gick upp i Torsby kommun.

### Kyrklig tillhörighet
I kyrkligt hänseende tillhörde kommunen Östmarks församling.

## Kommunvapnet
Blasonering: Sköld medelst vågskuror tre gånger delad av guld, blått, silver och rött.
Vapnet fastställdes av Kungl. Maj:t den 15 juni 1961 och upphörde 1971. Färgerna guld, blått, silver och rött - som finns i flaggorna för Sverige, Finland och Norge - representerar befolkningens härkomst. Vågskuran representerar Röjdälven.

## Geografi
Östmarks landskommun omfattade den 1 januari 1952 en areal av 412,73 km², varav 395,81 km² land.

### Tätorter i kommunen 1960
I Östmarks kommun fanns tätorten Östmark, som hade 217 invånare den 1 november 1960. Tätortsgraden i kommunen var då 8,7 procent.

## Politik

### Mandatfördelning i valen 1938-1966

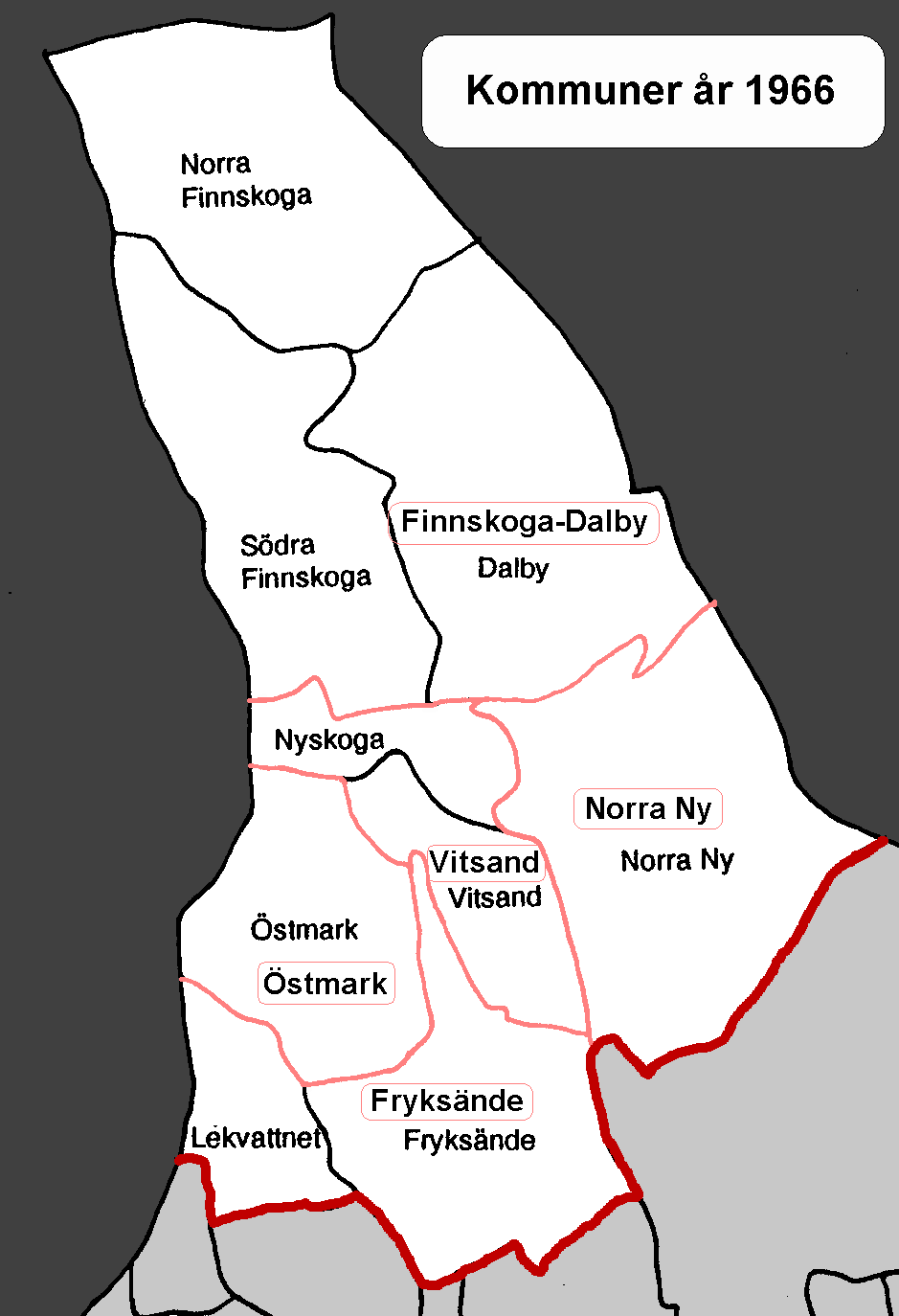
Socknar inom Torsby kommun. I rosa linje kan även de gamla socknara och landskommunerna ses med dess namn omringat av en rosa rektangel.

| 13 | 1 | 7 |

| 20 |

| 1 | 11 | 9 |

| 21 |

| 4 | 8 | 3 | 1 | 5 |

| 20 |

| 2 | 15 | 6 | 5 | 2 |

| 29 |

| 2 | 14 | 3 | 3 | 8 |

| 29 |

|  | 14 | 4 | 2 | 9 |

| 30 |

| 2 | 15 | 4 | 2 | 7 |

| 29 |

| 14 | 7 |  | 8 |

| 26 |